# Acraea liberia
Acraea liberia är en fjärilsart som beskrevs av Butler 1870. Acraea liberia ingår i släktet Acraea och familjen praktfjärilar. Inga underarter finns listade i Catalogue of Life.